# Ypsilosthetus
Ypsilosthetus là một chi bọ cánh cứng trong họ 
Elateridae.
Chi này được miêu tả khoa học năm 1859 bởi Candèze.

## Các loài
Chi này có các loài:
- Ypsilosthetus semiotulus Candèze, 1859